# Planorbarius
Planorbarius – rodzaj płucodysznych ślimaków z rodziny zatoczkowatych (Planorbidae), obejmujący gatunki słodkowodne, występujące w Europie, Afryce Północnej, Azji (na wschód do Jeniseju). Zawleczone do Ameryki Północnej i na Karaiby. W Polsce reprezentowany przez jeden gatunek: zatoczek rogowy (Planorbarius corneus).

## Etymologia nazwy
Nazwa rodzaju odnosi się do kształtu muszli gatunku typowego, zatoczka rogowego – płaskiej, zwiniętej w jednej płaszczyźnie (planus łac. – równy, płaski, orbis – koło, krąg ).

## Cechy morfologiczne
Muszla duża, tarczowata, płasko zwinięta, lewoskrętna. Skręty obłe, pozbawione krawędzi. Pseudoskrzele duże, otwór odbytowy położony u jego podstawy. W jamie płaszczowej występują trzy bruzdy (nerkowa, grzbietowa i odbytowa). Szczęka trójczęściowa, z wąskimi częściami bocznymi. Radula składa się z 170–218 rzędów i 85–91 szeregów zębów, formuła raduli: 45–1–45. Ząb środkowy wysoki, zęby boczne wydłużone i piłkowane na bocznych krawędziach.
Męski narząd kopulacyjny składa się z małego prącia i dużego prepucjum, prostata pęcherzykowata.
Szerokość muszli: do 40 mm; wysokość: do 16 mm.

## Występowanie
Naturalny zasięg występowania obejmuje Europę, Afrykę Północną, Azję (na wschód do Jeniseju). Zawleczone do Ameryki Północnej i na Karaiby. W Polsce występuje jeden gatunek: zatoczek rogowy.

## Biologia i ekologia

### Zajmowane siedliska
Występują w różnych typach wód śródlądowych: rzekach o słabym prądzie, starorzeczach, stawach, jeziorach, w płytkim litoralu.

### Odżywianie
Zdrapywacze. Odżywiają się detrytusem, peryfitonem, zeskrobywują radulą fragmenty tkanek roślin wodnych.

### Rozmnażanie
Obojnaki.

## Lista gatunków
Do rodzaju Planorbarius zaliczane są następujące współczesne gatunki:
- Planorbarius arabatzis A. Reischütz, P.L. Reischütz & W. Fischer, 2008
- Planorbarius corneus (Linnaeus, 1758) – zatoczek rogowy
- Planorbarius grandis Dunker, 1850
- Planorbarius metidjensis (Forbes, 1838)
- Planorbarius scoliostoma (Westerlund, 1898)

oraz gatunki wymarłe, znane tylko ze szczątków kopalnych:

- Planorbarius alcalensis (Jodot, 1958) †
- Planorbarius ammonitiformis (Serres, 1844) †
- Planorbarius ampullus Tolstikova, 1979 †
- Planorbarius barettii (Sacco, 1886) †
- Planorbarius belnensis (Tournouër, 1866) †
- Planorbarius boniliensis (Fontannes, 1884) †
- Planorbarius borellii (Brusina, 1892) †
- Planorbarius calcareus Tolstikova, 1979 †
- Planorbarius choffati (Maillard, 1886) †
- Planorbarius cornu (Brongniart, 1810) †
- Planorbarius cornucopia (W.H. Baily, 1858) †
- Planorbarius crassus (Serres, 1844) †
- Planorbarius garsdorfensis Schlickum & Strauch, 1979 †
- Planorbarius goupouensis Y.-T. Li, 1984 †
- Planorbarius halavatsi Neubauer, Harzhauser, Kroh, Georgopoulou & Mandic, 2014 †
- Planorbarius heriacensis (Fontannes, 1876) †
- Planorbarius incrassatus (Rambur, 1862) †
- Planorbarius isseli (Sacco, 1886) †
- Planorbarius jobae (Bourguignat, 1862) †
- Planorbarius junci Marquet, Lenaerts, Karnekamp & R. Smith, 2008 †
- Planorbarius landonensis (Dollfus, 1906) †
- Planorbarius major (Blanckenhorn, 1897) †
- Planorbarius mantelli (Dunker, 1848) †
- Planorbarius margoi (Lörenthey, 1894) †
- Planorbarius mongolicus Popova, 1981 †
- Planorbarius peetersi Meijer, 1990 †
- Planorbarius philippei (Locard, 1883) †
- Planorbarius praecorneus (P. Fischer & Tournouër, 1873) †
- Planorbarius reticulatus Roshka, 1973 †
- Planorbarius romani (Jodot, 1958) †
- Planorbarius royoi (Jodot, 1958) †
- Planorbarius sansaniensis (Noulet, 1854) †
- Planorbarius solidus (Thomä, 1845) †
- Planorbarius striatus Roshka, 1973 †
- Planorbarius subalbus (Martinson, 1954) †
- Planorbarius subdiscus W. Yü & H.-Z. Pan, 1982 †
- Planorbarius sulekianus (Brusina, 1874) †
- Planorbarius thiollieri (Michaud, 1855) †
- Planorbarius turkovici (Gorjanović-Kramberger, 1899) †
- Planorbarius vezici (Brusina, 1897) †
- Planorbarius vialai (Saporta, 1889) †
- Planorbarius villatoyensis (Jodot, 1958) †
- Planorbarius yidouensis Y.-T. Li, 1987 †